# Odensåkers socken
Odensåkers socken i Västergötland ingick i Vadsbo härad, ingår sedan 1971 i Mariestads kommun och motsvarar från 2016 Odensåkers distrikt.
Socknens areal är 23,28 kvadratkilometer varav 19,90 land. År 2000 fanns här 239 invånare.  Kyrkbyn Odensåker med sockenkyrkan Odensåkers kyrka ligger i socknen.

## Administrativ historik
Socknen har medeltida ursprung.
Vid kommunreformen 1862 övergick socknens ansvar för de kyrkliga frågorna till Odensåkers församling och för de borgerliga frågorna bildades Odensåkers landskommun. Landskommunen uppgick 1952 i Ullervads landskommun som 1971 uppgick i Mariestads kommun. Församlingen uppgick 2009 i Ullervads församling.
1 januari 2016 inrättades distriktet Odensåker, med samma omfattning som församlingen hade 1999/2000.
Socknen har tillhört län, fögderier, tingslag och domsagor enligt vad som beskrivs i artikeln Vadsbo härad. De indelta soldaterna tillhörde Skaraborgs regemente, Södra Vadsbo kompani och Västgöta regemente, Vadsbo kompani.

## Geografi
Odensåkers socken ligger söder om Mariestad och norr om Skövde kring Tidan och med sjön Östen i öster. Socknen är en odlad slättbygd.

## Fornlämningar
Boplatser från stenåldern är funna.  Från bronsåldern ett monumentalt gravröse, Stora Rör. Från järnåldern finns finns gravar och fyra gravfält.

## Namnet
Namnet skrevs 1292 Othensaker och kommer från kyrkbyn. Namnet innehåller gudanamnet Oden och åker var då troligen en plats för rituella handlingar.